# Himalalta
Himalalta es un género de insecto coleóptero de la familia Chrysomelidae y descrito científicamente por primera vez en 1990 por Medvedev.

## Especies
- Himalalta brevicornis Medvedev, 1990
- Himalalta striata Medvedev, 1990